# Domaslav

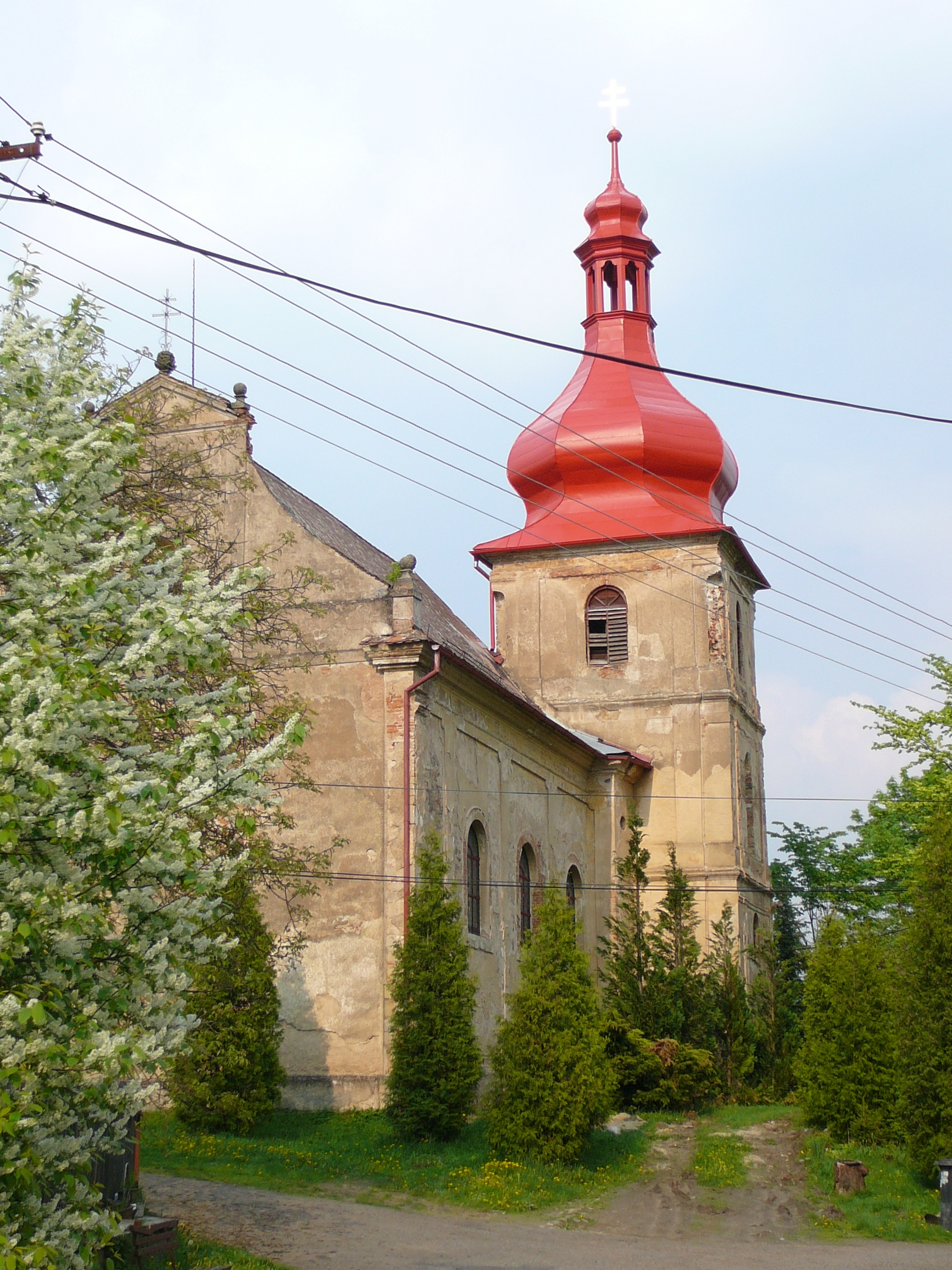
Kirche St. Jakob

Domaslav (deutsch Böhmisch Domaschlag) ist ein Ortsteil der Gemeinde Lestkov (Leskau) im Bezirk Tachov in Tschechien.

## Lage
Domaslav liegt ca. liegt sechs Kilometer westlich von Konstantinovy Lázně (Konstantinsbad). Nachbarorte sind Lestkov (Leskau) im Westen, Zádub (Saduba) im Süden, Kohoutov (Kahudowa) im Norden, Vrbice u Bezdružic (Fürwitz) im Nordwesten und Krasíkov (Schwamberg) im Osten. 

## Geschichte
Die erste schriftliche Erwähnung erfolgte 1226 unter dem Namen Domaslaw. Damals ging das Dorf in einem Testament an Benesch aus der Familie der Markwartinger über. Die Kirche von Böhmisch Domschlag besaß bereits 1384 einen eigenen Pfarrer. 1391 überließ der Prämonstratenser Hanko und seiner Verwandten das Dorf dem Stift Tepl, unter der Bedingung, dass für ihn und seine Familie täglich eine Messe gelesen werde. Domschlag war in der Reformationszeit protestantisch, und 1620 rekatholisiert. Darauf Filiale von Leskau wurde es 1708 wiederum zur eigenen Pfarrei erhoben. Eingepfarrt waren außer Domaschlag die Dörfer Lohm, Saduba und Milikau. Domschlag war später ein Teil der Herrschaft Schwamberg mit Leskau, bis es durch Vereinigung ehemaliger einzelner Güter der Fideikommiss-Herrschaft Weseritz einverleibt wurde. 1838 bestand das Dorf aus 32 Häusern, 240 Einwohnern, einer Pfarrkirche zum hl. Jakob, ein Pfarrgebäude, einer Schule, alle unter dem Patronat der Obrigkeit, einem Wirtshaus und einer Mühle, die sogenannte Palzermühle.
Aufgrund des Münchner Abkommens kam Böhmisch Domaschlag 1938 zum Deutschen Reich und gehörte bis 1945 zum Landkreis Tepl, Regierungsbezirk Eger, im Reichsgau Sudetenland. Bis zur Vertreibung 1945/1946 nach Ende des Zweiten Weltkriegs war der Ort deutsch besiedelt. 

## Sehenswürdigkeiten
- Kirche St. Jakob der Ältere[6]